# Portneuf (ville)
Pour les articles homonymes, voir Portneuf.
Portneuf est une ville du Québec (Canada), située dans la municipalité régionale de comté de Portneuf, dans la région administrative de la Capitale-Nationale. 

## Toponymie
Le nom Portneuf provient de celui de la seigneurie de Portneuf.

## Histoire

Village de Portneuf, vers 1900.

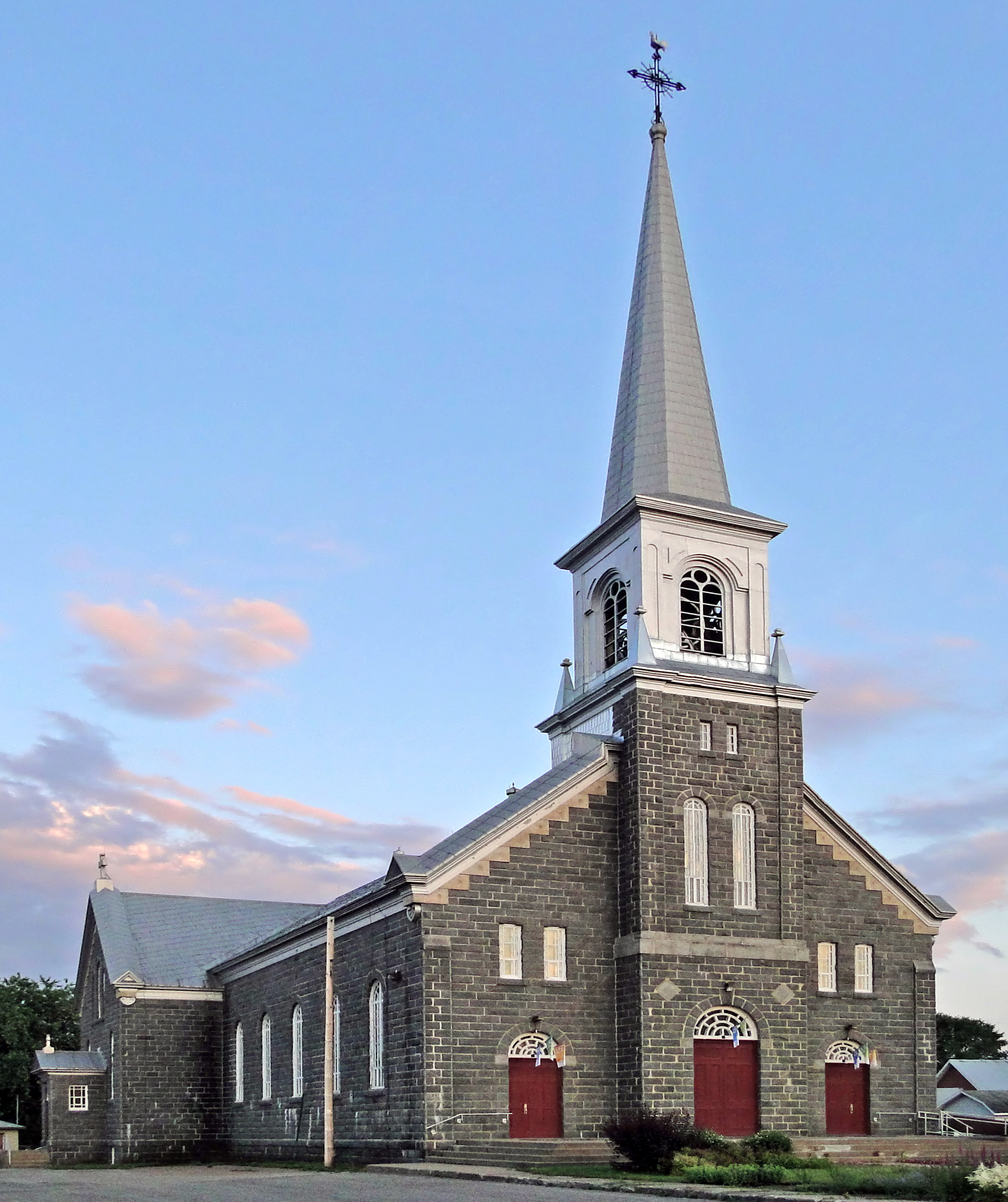
L'église Notre-Dame-des-Sept-Douleurs.

Le nom de Portneuf (parfois écrit Port-Neuf) fut d'abord donné à la seigneurie de Portneuf qui fut concédée en 1636, puis à peu près en même temps à la rivière et à l'établissement situé à son embouchure. Les premiers habitants s'y installèrent vers 1640. En 1681 René Robinau de Portneuf obtient que sa seigneurie soit érigée en baronnie. La Baronnie de Portneuf est, avec la baronnie de Longueuil et de L'Islet, l'une des trois baronnies de la Nouvelle-France. Le nom fut par la suite transmis à la municipalité régionale de comté le 1er janvier 1982.
La ville actuelle a été constituée en 2002 de la fusion des anciennes municipalités de Portneuf, sur le bord du fleuve, et de Notre-Dame-de-Portneuf, située deux kilomètres plus au nord.

## Géographie
Elle est située en bordure du fleuve Saint-Laurent, à l'embouchure de la rivière Portneuf dans l'estuaire du Saint-Laurent. La rivière Portneuf coule du sud-est de la municipalité vers le sud-ouest. 
La rivière Belle-Isle la traverse du nord-est vers le sud-ouest.
La rivière Noire en délimite le nord-ouest en coulant vers le sud-ouest jusqu'au lac Montauban.

### Municipalités limitrophes
Portneuf est composé de deux territoires non limitrophes.
Nord-ouest:
Sud-est:

## Démographie
| 1981  | 1986  | 2001  | 2006  | 2011  | 2016  | 2021  |
| ----- | ----- | ----- | ----- | ----- | ----- | ----- |
| 1 333 | 1 336 | 3 095 | 3 086 | 3 107 | 3 187 | 3 329 |

## Administration
Les élections municipales se font en bloc pour le maire et les six conseillers.
| Portneuf Maires depuis 2002                                                                                          |                  |         |          |
| Élection | Maire            | Qualité | Résultat |
| 2002 | Michel Gauthier  |         | Voir     |
| 2005 | Pierre De Savoye |         | Voir     |
| 2009 | Nelson Bédard    |         | Voir     |
| 2013 | Nelson Bédard    | Voir    |          |
| 2017 | Mario Alain      |         | Voir     |
| 2021 | Mario Alain      | Voir    |          |
| Élection partielle en italique Depuis 2005, les élections sont simultanées dans toutes les municipalités québécoises |                  |         |          |

## Économie
L'industrie la plus importante de la ville est une papeterie.

## Attraits et tourisme
- Calvaire de Notre-Dame-des-Sept-Douleurs, classé monument historique en 1974[5]
- Le manoir de la Baronnie-de-Portneuf ou manoir Hale (ancienne maison du baron René Robineau), classé immeuble patrimonial depuis 2012[6]
- L'église anglicane Saint-John-the-Evangelist, citée immeuble patrimonial depuis 2007[7]
- Le parc récréonautique (incluant un quai en eau profonde s'avançant vers le fleuve)
- Un site d'observation ornithologique
- un Terrain de camping